# Fuel Fandango
Fuel Fandango fue un dúo formado por el productor Alejandro Acosta y la cantante cordobesa Cristina Manjón, más conocida como Nita. Es el nuevo proyecto del productor tras su anterior grupo Mojo Project, con el que consiguió ser nombrado grupo revelación español de 2014 por el diario El País. Tras mostrar con gran éxito su primer EP en más de 70 ciudades, graban su primer disco en 2010 en tan sólo 15 días. En 2013 publican su segundo disco, Trece Lunas.
En 2014 aparece su película-tributo en los que se incluyen todos sus videoclips. En 2016 el álbum Aurora los erige como una de las bandas españolas con mayor proyección mundial. En 2019 comienzan su gira 10.º aniversario del grupo donde recorren los festivales más importantes de España. El 29 de octubre de 2019 publican su nuevo sencillo Despertaré, avance de su próximo álbum Origen que verá la luz en 2020. Dos años después, publican el EP, Romances, con las colaboraciones de Iván Ferreiro, Amadou & Mariam, María José Llergo, Mala Rodríguez, Leo Rizzi y Juancho Marqués. En 2024 anunciaron su separación tras 14 años en activo.

## Historia
Fuel Fandango surge tras el parón de Ale Acosta con su anterior grupo Mojo Project. Alejandro y Nita se conocieron en 2008 en Córdoba, ya que Alejandro solía ir a pinchar por allí. Alejandro era productor y Dj y Nita era cantante educada en el mundo de la copla y el flamenco, así que, tras conocerse, fue inevitable para ellos embarcarse en un proyecto musical común.
Durante un fin de semana en la casa de campo de los padres de ella cogieron una guitarra y salió uno de los temas del disco (Just). Nita no quería meter flamenco, por hacer algo diferente a lo que había estado haciendo, pero Ale propuso mezclar ambos estilos.
Empezaron a componer juntos uniendo los mundos que conocían: funk, soul, electrónica, jazz y flamenco, en un estilo propio y único.
En sus canciones cantan en inglés por la musicalidad del idioma, pero mezclan el español no solo por ser parte de sus raíces, sino para conseguir un proyecto tanto nacional como internacional.
El nombre del grupo fusiona los dos mundos que unen su música: el Fuel, la gasolina de las máquinas, samplers, música electrónica, y por otro lado, el Fandango, la música flamenca.
Realizan su primer EP, con 5 canciones, que cuelgan en su web y recibe 15.000 descargas, y con el que realizan más de 70 conciertos.
Durante el verano de 2010 graban en tan sólo 15 días su primer disco, Fuel Fandango, entre Madrid (Reno Studios) y Córdoba, con la idea de conservar la frescura y la espontaneidad.
En 2011 lo publican, con nombre homónimo, mezclando estilos musicales tan variados como el funk, la electrónica y el flamenco o la copla, y obteniendo muy buenas críticas del mundo de la música.
El 6 de marzo de 2012 sale a la venta el álbum "Remixed", que incluye remezclas de los nueve primeros temas de su disco.
En abril de 2013, tras casi tres años girando apareció Trece Lunas (Warner Music, 2013), un disco que conectaba la facción más negra del Rock and Roll con un sonido más atrevido y animado dejando hits instantáneos como “Read My Lips," “New Life," “Trece Lunas” o “City” y que los llevaría a ser cabeza de cartel de algunos de los festivales españoles más importantes. El mismo año, publican su segundo álbum, Trece Lunas, que fue grabado entre Madrid, Córdoba, Tarifa y Londres, y producido por Ale Acosta, con la ayuda del productor Duncan Mills, Jamie Cullum, Florence and the Machine. La portada del disco fue diseñada por Neil Krug, gurú de la imagen y la fotografía que ha realizado trabajos para Ladytron, Devendra Banhart, y Scissor Sisters, entre otros.
Además, realizaron el documental Inside Trece Lunas, compuesto por varios capítulos que muestran el proceso de grabación del nuevo álbum.
Su expansión internacional se hizo fuerte en estos años, pasando por países como Francia, Holanda, Estados Unidos, China, Australia, República Checa, Reino Unido, Finlandia, Bulgaria, Alemania, Luxemburgo, Argelia, Ucrania, India o Mozambique y festivales como el Eurosonic holandés, el SXSW norteamericano, el SOTX chino, el United Islands checo, el Transmusicales francés, el Me You Zik luxemburgués, el World Village finés o el Weinturm alemán, entre otros.
Las doce canciones de Aurora (Warner Music, 2016) los erige no solo como uno de los grupos españoles con mayor proyección mundial, sino como un grupo cuya identidad es absolutamente reconocible, pero también su evolución. El álbum se convierte en número 2 de la lista de ventas española y los lleva por 70 ciudades en 9 países durante dos años.
A comienzos de abril comenzaba la gira 10º aniversario de la banda, con esta gira la banda ha recorrido los festivales más importantes de España, firmando en cada uno de ellos un vivo muy sólido. 
El 24 de enero de 2020 publican su nuevo trabajo discográfico Origen, un disco que presentan durante todo este año por diferentes escenarios de la geografía estatal.
El 8 de enero de 2022, Fuel Fandango fue uno de los cantantes participantes en el concierto solidario Más fuertes que el volcán, el cual fue organizado por Radio Televisión Española con el fin de recaudar fondos para los damnificados por la erupción volcánica de La Palma de 2021.
Actualmente Nita y Ale, han continuado con un nuevo EP denominado Romances, con las colaboraciones de artistas musicales como Iván Ferreiro, Amadou & Mariam, María José Llergo, Mala Rodríguez, Leo Rizzi y Juancho Marqués.
En junio de 2024, el grupo anunció su separación después de 15 años trabajando juntos.

## Miembros
- Cristina Manjón, "Nita" (voz, letrista)
- Ale Acosta (instrumentos y producción, letrista)

El grupo ha declarado que, en la práctica, ambos han compuesto partes musicales y letras, indistintamente.

## Discografía
| Año  | Detalles del disco |
| ---- | ------------------ |
| 2009 | EP1                |
| 2011 | Fuel Fandango      |
| 2013 | Trece lunas        |
| 2016 | Aurora             |
| 2020 | Origen             |
| 2022 | Romances           |

## Sencillos
| Año  | Detalles del disco |
| ---- | ------------------ |
| 2011 | Talking            |
| 2013 | New life           |
| 2019 | Despertaré         |